# Mirosław Kowalewski
Mirosław Mieczysław Kowalewski (ur. 12 kwietnia 1952 w Szczecinie) – polski wioślarz, olimpijczyk z Moskwy 1980.
W trakcie kariery sportowej reprezentował kluby AZS Szczecin i Zawisza Bydgoszcz. Dwukrotny mistrz Polski w dwójce bez sternika w latach 1973, 1979.
Uczestnik mistrzostw świata w:
- Amsterdamie w roku 1977 w dwójce podwójnej (wraz z Henrykiem Szczotko), podczas których zajął 9. miejsce,
- Monachium w roku 1981 w czwórce podwójnej (partnerami byli:Zbigniew Andruszkiewicz, Ryszard Burak, Stanisław Wierzbicki). Polska osada zajęła 9. miejsce,
- Lucernie w roku 1982 w czwórce podwójnej (partnerami byli:Ryszard Burak, Sławomir Cieślikowski, Andrzej Krzepiński). Polacy zajęli 9. miejsce.

Uczestnik mistrzostw Europy w roku 1973 podczas których zajął 7. miejsce w ósemkach (partnerami byli: Ryszard Giło, Jan Skowroński, Andrzej Nowakowski, Bogusław Piątek, Zbigniew Walczak, Rafał Jarema, Marian Drażdżewski, Zenon Muszyński (sternik)).
Na igrzyskach olimpijskich w 1980 roku w Moskwie był członkiem osady ósemek (partnerami byli: Paweł Borkowski, Wiesław Kujda, Grzegorz Stellak, Adam Tomasiak, Grzegorz Nowak, Ryszard Stadniuk, Władysław Beszterda, Ryszard Kubiak (sternik)), która zajęła 9. miejsce.
Brat olimpijczyka Romana Kowalewskiego.